# Товмачик (зупинний пункт)
Товма́чик — пасажирський залізничний зупинний пункт (до 2012 року — залізнична станція) Івано-Франківської дирекції залізничних перевезень Львівської залізниці на нелектрифікованій лінії Коломия — Делятин між станціями Коломия (14 км) та Делятин (24 км). Розташований в центрі села Товмачик Коломийського району Івано-Франківської області.

## Історія
До 2012 року Товмачик був повноцінною залізничною станцією, в складі якої було 5 колій та парку для вантажних вагонів. На зупинному пункті є будівля вокзалу, проте нині зачинений. Рух поїздів здійснюється по колишній головній колії, біля якої розташована бічна платформа.

## Пасажирське сполучення
На зупинному пункту Товмачик зупиняються приміські поїзди сполученням Коломия — Ворохта.